# Paracolletes brevicornis
Paracolletes brevicornis är en biart som först beskrevs av Smith 1854.  Paracolletes brevicornis ingår i släktet Paracolletes och familjen korttungebin. Inga underarter finns listade i Catalogue of Life.